# Ernst Engelberg
Pour les articles homonymes, voir Engelberg (homonymie).
Ernst Engelberg (né le 5 avril 1909 à Haslach im Kinzigtal et décédé le 18 décembre 2010 à Berlin) est un historien allemand.

## Biographie

### Enfance et exil
Fils de l'imprimeur Wilhelm Engelberg (1862-1947) et de sa femme Thérèse, née Aiple, Engelberg nait dans une famille imprégnée des idéaux démocratiques de la révolution de mars de 1848. Son père fonde en 1898 la section locale à Haslach du SPD. Son grand-père Julius Engelberg (1829-1902) a sous la pression du courant révolutionnaire abandonné sa particule von et devient ainsi membre de la bourgeoisie. L'enfance d'Ernst en plus de ces influences est marquée par la Première Guerre mondiale et l'inflation d'après-guerre, ce qui le mène en 1928 à intégrer la ligue des jeunes communistes d'Allemagne puis le parti communiste en 1930. Après des études en histoire, en économie nationale, en philosophie et en droit entre 1927 et 1934 à Fribourg, à la LMU et à l'université Humboldt de Berlin, dans laquelle il suit notamment les cours de Gustav Mayer, il passe sa thèse sous la direction de Hermann Oncken et Fritz Hartung et sur le thème de social-démocratie allemande et la politique sociale de Bismarck (Die deutsche Sozialdemokratie und die Bismarcksche Sozialpolitik). Mais il n'a pas encore reçu son titre de docteur qu'il est déjà forcé à l'exil. C'est une des très rares thèses marxistes sous le troisième Reich.
Quelques jours après sa soutenance, en février 1934, il est arrêté par les nazis et comdamné à 18 mois de prison pour haute-trahison. Après avoir purgé sa peine il fuit vers la Suisse, où il travaille à HEI à Genève dans l'institut pour la recherche en sociologie où il rejoint ainsi Hans Mayer, Hans Kelsen et Max Horkheimer. Il travaille également pour le Nationalkomitee Freies Deutschland. Même s'il a déjà reçu une lettre l'envoyant dans les camps de travail, il parvient avec l'aide de Horkheimer à s'exiler de nouveau vers Istanbul cette fois. Là-bas il travaille en tant que professeur d'allemand. En 1945, il revient aussi vite que possible, tout comme Ernst Reuter. À cause de la longueur des procédures administratives, il n'entre dans la zone d'occupation soviétique qu'en 1948. Il entre aussitôt au parti socialiste unifié d'Allemagne.

### Carrière académique en RDA et après la chute du mur
Après son retour en Allemagne, Engelberg devient professeur d'histoire à l'université de Potsdam. En 1949, il devient professeur de l'histoire des mouvements ouvrier à l'université de Leipzig, où il retrouve Hans Mayer et côtoie d'autres collègues comme  Werner Krauß, Wieland Herzfelde, Hermann Budzislawski et Walter Markov. En 1951, il est nommé directeur du nouvellement créé institut pour l'histoire allemande et focalise les recherches sur les sociaux-démocrates du XIXe siècle comme August Bebel, Friedrich Engels ou Julius Motteler. En plus de ses cours, il assure à partir de 1953 la direction de la section du parti communiste dans l'université. En septembre 1957, il obtient sa propre chaire. Il accède ensuite de mars 1958 à mars 1965 à la fonction de président de la société historique de RDA.
L'académie des sciences de RDA nomme Engelberg au poste de directeur de l'Académie-Institut pour l'histoire allemande en 1960. En 1961, il devient membre ordinaire de cette académie. De 1969 à 1974, il est chargé de restructurer dans l'académie la section recherche en méthodologie et historiographie. C'est à cette époque qu'il publie sa Formationstheorie (théorie de la formation). De 1960 à 1980, il est également président du comité national des historiens est-allemand.
Il devient connu du grand public après la parution de sa biographie en deux tomes d'Otto von Bismarck. Ce livre est publié simultanément en Allemagne de l'est (Akademie-Verlag) et en Allemagne de l'ouest (Siedler). Engelberg est impressionné par le réalisme politique du chancelier, sa fantaisie et sa prudence d'esprit, qui lui permettent d'adapté sa politique extérieure, de reconnaître et d'accepter le changement d'ère qu'il vit. Seul le monde industriel et la classe ouvrière restent incomprises de Bismarck.
Parmi ses étudiants et assistants on compte Rolf Weber, Werner Berthold, Heinrich Scheel, Wolfgang Ruge, Ingrid Mittenzwei, Thomas Höhle (de), Helmut Bock, Konrad Canis, Karl-Heinz Noack und Wolfgang Küttler. De 1967 à 1973, il édite le Jahrbuch für Geschichte (le livre annuel pour l'histoire), et y participe jusqu'en 1990.
Après 1990, Engelberg devient membre de la société scientifique Leibniz. En 1989, il entre au Parti du socialisme démocratique, et fait partie du conseil des anciens du parti depuis 1990 et du Marxistisches Forum (forum marxiste). Avec sa seconde femme Waltraut, il vit à Berlin. Il est le père de l'architecte  Renate Rauer  et du journaliste Achim Engelberg.
Il meurt le 18 décembre 2010 dans sa 102e année à Berlin.

## Œuvre
- (de) Revolutionäre Politik und rote Feldpost 1878–1890, Berlin, 1959
- (de) Deutschland von 1849 bis 1871, Berlin, 1965
- (de) Deutschland von 1871 bis 1897, Berlin, 1965
- (de) Theorie, Empirie und Methode in der Geschichtswissenschaft. Gesammelte Aufsätze, Berlin, 1980
- (de) Bismarck. Urpreuße und Reichsgründer, Berlin, 1985
- (de) Bismarck. Das Reich in der Mitte Europas, Berlin, 1990
- (de) Die Deutschen – woher wir kommen, Berlin, Dietz-Verlag, 2009 (ISBN 978-3-320-02170-2)
- (de) Die Bismarcks. Eine preußische Familiensaga vom Mittelalter bis heute, Munich, Siedler, 2010 (ISBN 978-3-88680-971-4)